# 因德彭登西亞市 (安索阿特吉州)

因德彭登西亞市（西班牙語：Municipio Independencia），是委內瑞拉的一個市，位於該國東北部安索阿特吉州，首府設於索萊達，面積5,929平方公里，2007年人口31,399，人口密度為每平方公里5.3人。